# Ketteldorf
Ketteldorf is een plaats in de Duitse gemeente Heilsbronn, deelstaat Beieren, en telt 166 inwoners (2007).